# Coucy (Ardennes)
Coucy is een gemeente in het Franse departement Ardennes (regio Grand Est) en telt 488 inwoners (1999). De plaats maakt deel uit van het arrondissement Rethel.

## Geografie
De oppervlakte van Coucy bedraagt 6,4 km², de bevolkingsdichtheid is 76,2 inwoners per km². De plaats bestaat uit twee woonkernen: Coucy première, met de kerk en het gemeentehuis; en Coucy seconde, een kern van woningen en industrie vervlochten met de bebouwing rondom het treinstation Amagne-Lucquy.

## Geschiedenis
De naam Coucy komt waarschijnlijk van het Latijnse Codiacum (zie codicis).
De onderstaande kaart toont de ligging van Coucy (Ardennes) met de belangrijkste infrastructuur en aangrenzende gemeenten.

## Demografie
Onderstaande figuur toont het verloop van het inwonertal (bron: INSEE-tellingen).

Vanwege een beveiligingsprobleem met de MediaWiki Graph-software is het momenteel niet mogelijk deze grafiek weer te geven. Zodra de software is bijgewerkt zal de grafiek vanzelf weer zichtbaar worden.

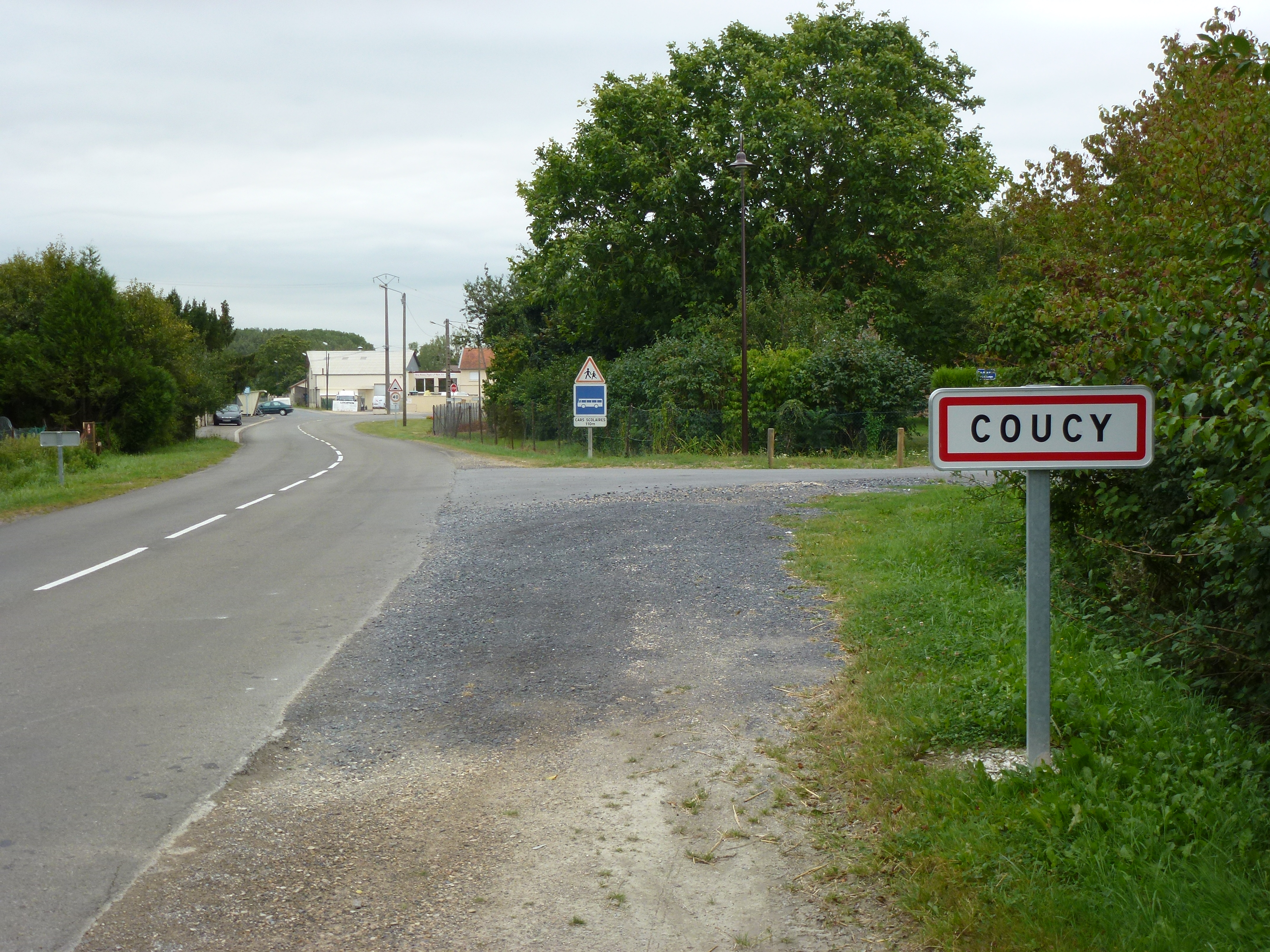
Entree van Coucy première
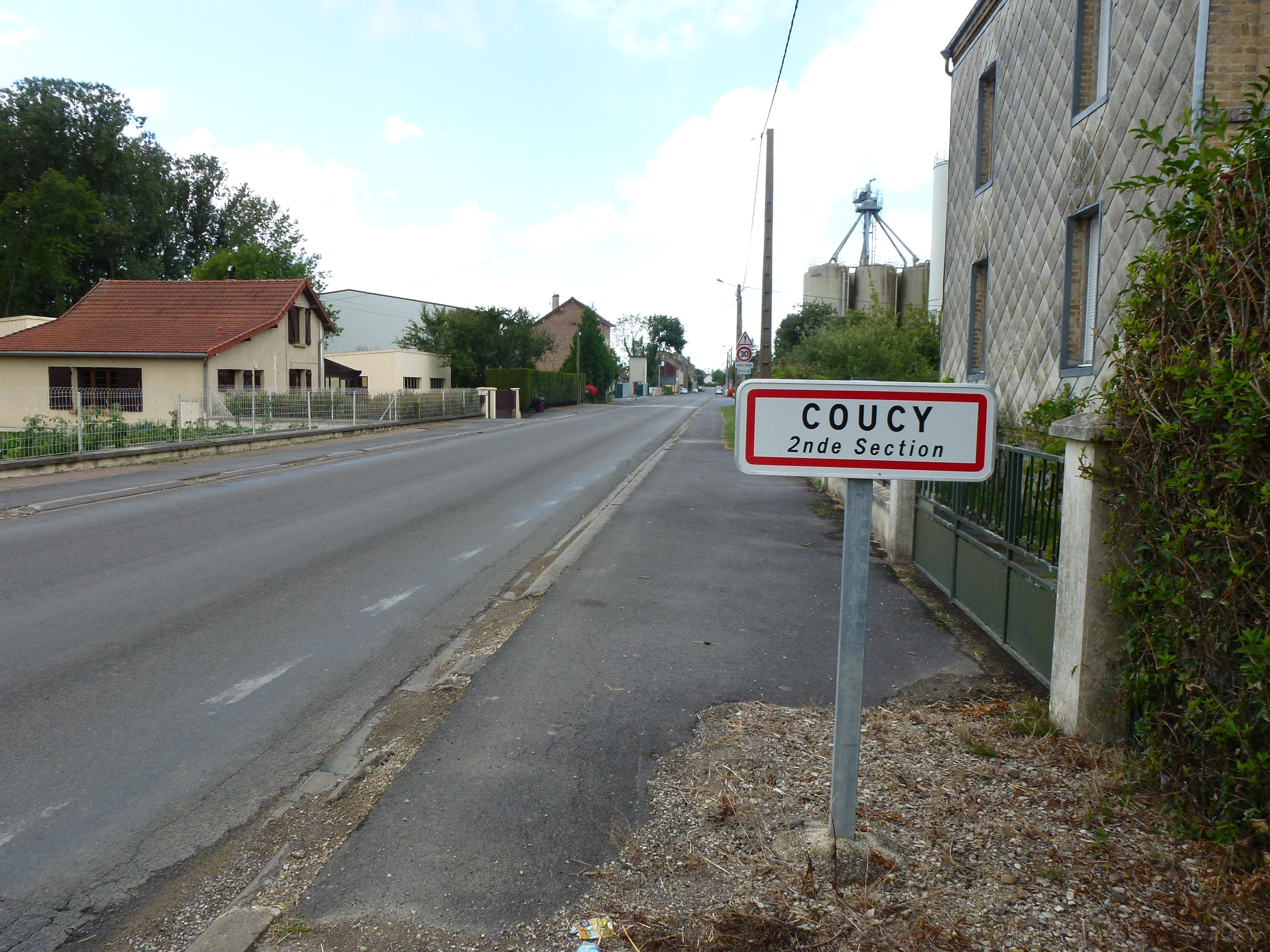
Entree van Coucy seconde
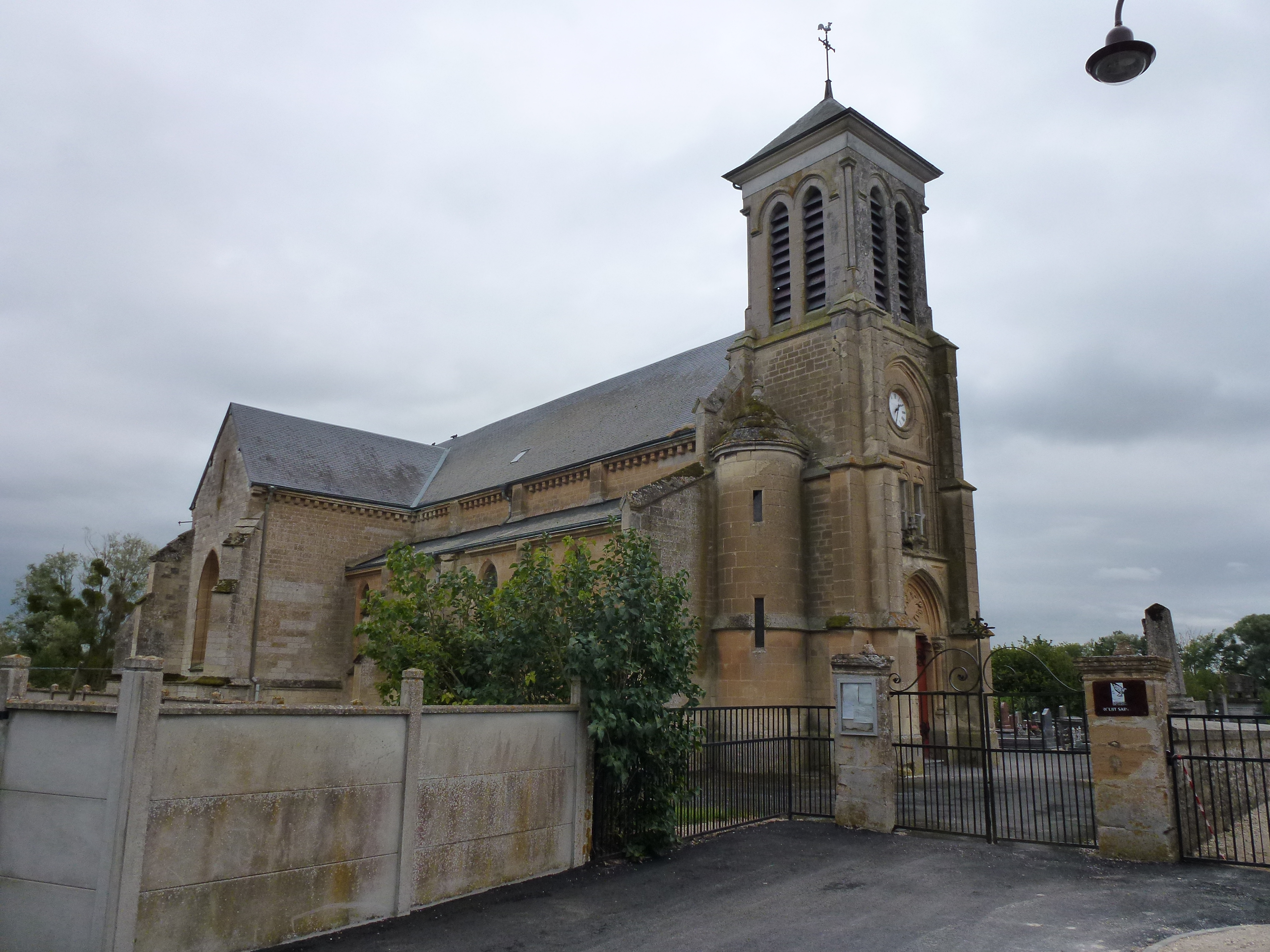
Kerk Saint-Rémy
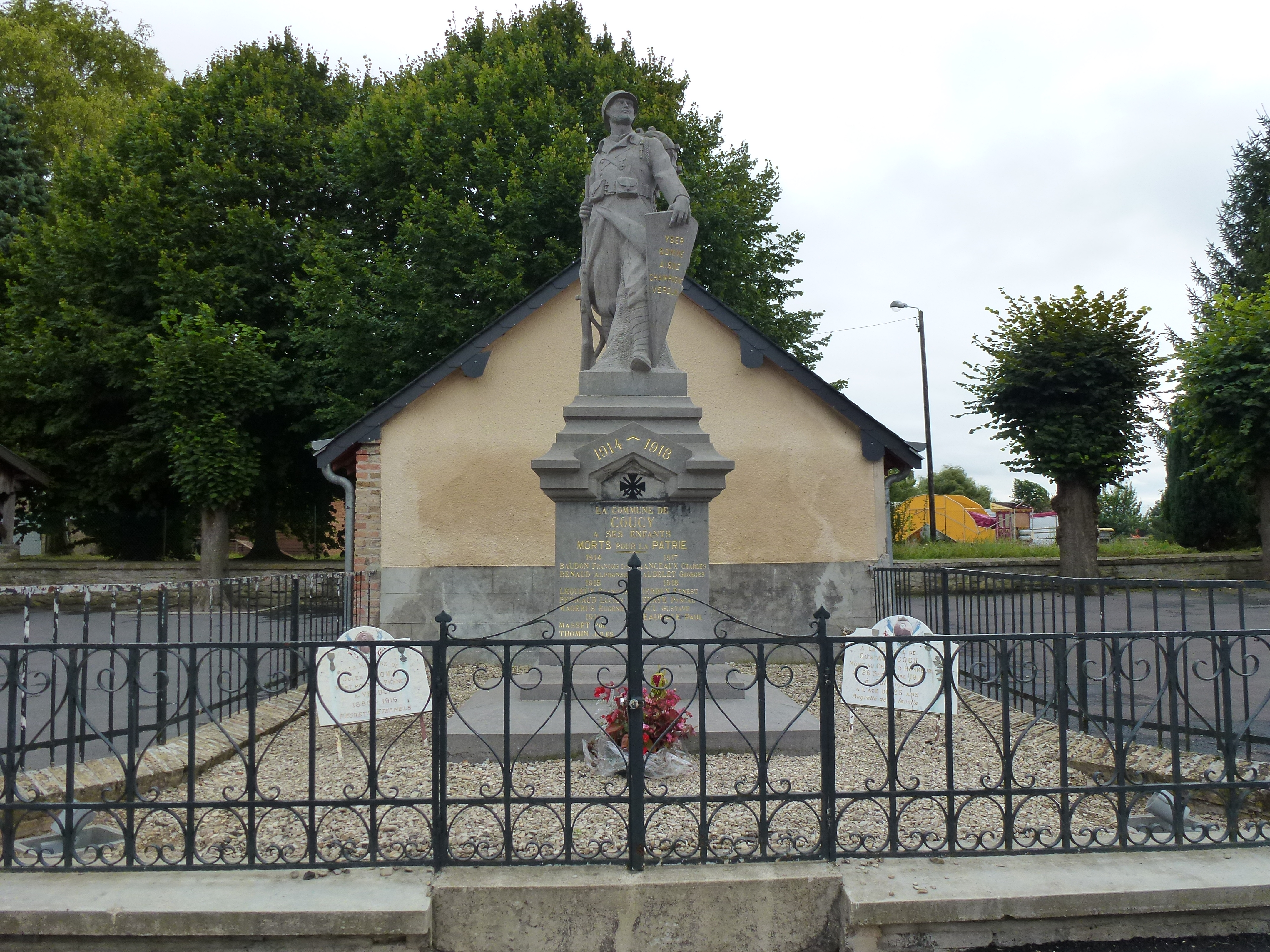
Oorlogsmonument